# Daniel Stenberg
Magnus Daniel Stenberg, född 23 november 1970, är en svensk programmerare. 
Stenberg har skapat och vidareutvecklat nätverktyget cURL.

## Biografi
Daniel Stenberg är uppvuxen i Huddinge. Han är självlärd i datorprogrammering och var som ung aktiv inom demoscenen. På fritiden utvecklade han bland annat en textredigerare och en bot till Amiga. Stenberg ville att hans bot skulle kunna syssla med valutakonvertering och behövde därför ett verktyg som varje dag skulle ladda ner valutakurser. Detta kom att bli ursprunget till det som utvecklades till cURL, ett program som får olika typer av system att prata med varandra. Han tog över och vidareutvecklade ett liknande verktyg, HTTPget, från en brasilianare som inte ville arbeta vidare med det. När Gopher lades till bytte verktyget namn till URL-get och när FTP fördes in blev namnet cURL, alltså "see-URL". 
Programmets första version stod klar 1996 och verktyget utvecklades hela tiden med öppen källkod då Stenberg ville dela med sig. År 2000 lades libcurl in vilket gjorde att fler program fick fler möjligheter att överföra data, med ett API som man kunde bygga in i sina applikationer, detta medförde ett betydligt större intresse från omgivningen för cURL. En av de första som byggde in cURL var PHP. Under åren har verktyget kommit att bli en viktig kugge i internets uppbyggnad och tjänster som Youtube, Instagram och Spotify nyttjar programmet. År 2019 uppskattades att cURL användes i någonstans mellan sju och tio miljarder datorer, mobiler, bilar och andra maskiner.
Stenberg har hela tiden lett utvecklingen av cURL från sin bostad i Huddinge tillsammans med 10–20 frivilliga programmerare från hela världen. Han jobbar (2020) numera heltid med att utveckla Curl, för ett företag specialiserat på support kopplat till programmet.
Han har tidigare arbetat som datakonsult på bland annat IBM och Mozilla. Daniel Stenberg erhöll Polhemspriset 2017 för "ett gediget ingenjörsarbete och ett uttryck för hängivet förvaltarskap som kommit många företag och hela samhället till nytta".